# Luigi Majnoni d'Intignano
Luigi Majnoni d'Intignano (Milan, 24 février 1841 - Castelnuovo di Parravicino, 11 août 1918) est un prince, général et homme politique (sénateur du Royaume) italien.

## Biographie
Gerolamo était le petit-fils du général de Napoléon, Giuseppe Antonio, qui avait ramené en Italie la famille Majnoni, que certains disent patricienne, de Tremezzina. Fils de Stefano, officier du royaume d'Italie, Gerolamo a toujours nourri des sentiments patriotiques, qu'il a manifestés en 1848, en tant que major de la Garde nationale de Milan, puis en 1859, lorsqu'il est devenu colonel (colonello) de la 2e Légion. Compte tenu de l'environnement familial, trois des cinq fils de Gerolamo se sont engagés dans la vie militaire.
Pour  Luigi - et pour son frère Stefano, de trois ans son aîné - le tournant décisif se produit le 14 février 1859, lorsque, après avoir abandonné leurs études, les deux frères quittent Milan, avec leur père, pour échapper au contrôle de la police autrichienne, traverser le Tessin et rejoindre le Piémont, où ils ont l'intention de s'engager. Lorsqu'ils sont arrivés à Vigevano, ils ont tous deux servi comme volontaires dans le régiment de cavalerie "Cavalleggeri di Monferrato", stationné dans la ville. C'est ainsi que Majnoni commença sa carrière militaire le 18 février 1859, se distinguant dans la campagne suivante et étant blessé à la main droite par un coup de sabre le 22 juin, entre Rivoltella del Garda et Pozzolengo, alors qu'il était "le dernier de l'arrière-garde à subir le choc de la tête de colonne d'une escadre ennemie". Avec cette motivation, une décision souveraine du 12 juillet 1859 le promeut au grade de sous-lieutenant (Sottotenente) pour mérite de guerre.
Stefano est également promu pour mérite de guerre et l'année suivante, il reçoit une médaille d'argent au passage du Garigliano. Il a poursuivi sa carrière, toujours dans la cavalerie, et a été l'un des promoteurs de l'équitation de campagne. Il se retire de la vie privée en 1896, après avoir atteint le grade de général de division (Maggiore generale), et meurt le 15 mars 1899.
Tout en continuant à servir dans son régiment, Majnoni est nommé le 18 février 1860 aide de camp honoraire du roi, preuve évidente de la politique de la dynastie de se rapprocher de la noblesse des nouvelles provinces du Royaume. Affecté au régiment "Guide", il est promu lieutenant (terente) le 3 juin 1860, puis capitaine (capitano) le 8 mai 1864 lorsqu'il rejoint le régiment "Lancieri di Foggia". Avec ce régiment, il participe à la troisième guerre d'indépendance et devient premier adjudant en 1868.
Le 31 décembre 1871, il est admis au cours d'état-major de l'École de guerre de Turin, qu'il termine en août 1873, se classant deuxième sur trente candidats aptes. Affecté au 18e régiment de cavalerie, il est immédiatement envoyé en mission en Allemagne pour participer aux grandes manœuvres de cavalerie. Il retourne en Italie en octobre 1873 et est promu major (maggiore) dans le 19e régiment de cavalerie (Guides). Il entre à l'état-major général et est nommé, le 1er novembre 1874, attaché militaire à l'ambassade de Vienne, où il reste jusqu'au 31 décembre 1877, à l'exception d'une brève période en novembre 1876 où il fait partie de la commission internationale chargée d'établir les conditions de l'armistice turco-serbe.
La partie survivante de la correspondance de Majnoni avec le ministère de la Guerre de ces années-là, conservée au Bureau historique de l'état-major de l'armée, traite non seulement de questions de routine mais aussi de divers aspects politico-militaires de la question de l'Est, vus de l'observatoire privilégié de Vienne, et à une occasion, il a préconisé l'annexion de la Bosnie-Herzégovine à l'Autriche-Hongrie bien à l'avance. Parmi les différents rapports, se distingue un rapport long et détaillé sur l'armée turque, rédigé précisément à l'occasion de sa participation à la commission internationale pour l'armistice turco-serbe.
De retour en Italie, Majnoni  - qui avait été reconnu noble par le Conseil héraldique en janvier 1876 - est nommé chef d'état-major de la division militaire de Milan et, le 27 mars 1879, promu lieutenant-colonel (Tenente colonnello). La même année, le 21 septembre, il épouse Margherita dei nobili Greppi di Corneliano e Bussero, avec qui il aura un fils, Girolamo, l'année suivante. Le 10 mai 1883, devenu colonel (Colonnello), il est nommé commandant du 32e régiment d'infanterie stationné à Savone, poste qu'il occupe pendant un an avant de se rendre à Bologne pour commander le régiment de cavalerie "Novara".
Du 31 août 1886, il retourne à l'état-major général à Rome jusqu'en mars 1890, date à laquelle il devient colonel brigadier et se voit confier le commandement de la VIIe brigade de cavalerie. Il conserve ce commandement même après sa nomination comme général de division (Maggiore generale) le 19 avril 1891, jusqu'en décembre 1896, date à laquelle il est promu lieutenant général et nommé commandant de la division militaire territoriale de Padoue. L'année suivante, le 1er octobre, il est nommé inspecteur de la cavalerie, poste qu'il occupe jusqu'en février 1902, date à laquelle il est nommé commandant du IVe Corps d'armée, mais il est immédiatement transféré pour commander le VIe Corps d'armée à Naples. Du VIe corps d'armée, il passe au Ier corps d'armée à Turin en novembre 1904, où il reste un an jusqu'à ce qu'il soit nommé ministre de la Guerre dans le deuxième gouvernement Fortis, le 24 décembre 1905. Le même jour, il a également été nommé sénateur.
Le cabinet Fortis est de très courte durée, il démissionne au début du mois de février 1906. Il est remplacé par le cabinet Sonnino, dans lequel Majnoni conserve le ministère de la Guerre, mais le 27 mai, ce gouvernement démissionne également.
Le bref séjour de Majnoni à Via XX Settembre ne lui a pas permis de prendre des mesures significatives. Il est en effet plus que probable que la réorganisation de l'état-major général, sanctionnée par le décret du 4 mars 1906 qui élargit ses compétences, avait été prévue et préparée par les ministres précédents, tandis que la " Nouvelle répartition des attributions par divisions, sections et bureaux du ministère de la Guerre " publiée le 26 avril comme conséquence de la réorganisation de l'état-major général, peut certainement être attribuée à Majnoni.
Au terme de son expérience gouvernementale, Majnoni, désigné pour commander une armée en cas de guerre, est mis temporairement à la disposition du ministère des inspections. Cependant, dès le 29 juillet 1906, il est nommé commandant du IIIe corps d'armée à Milan, poste qu'il occupe jusqu'au 24 février 1909, date à laquelle, atteint par la limite d'âge, il est placé en service auxiliaire. Le titre de comte que lui confère le roi le lendemain de son passage au service auxiliaire conclut son cursus honorum.
Le 6 février 1911, il est appelé pour un service temporaire au commandement du IIIe corps d'armée et quitte définitivement l'armée le 1er septembre 1914.
De retour à la vie privée, il s'est engagé, comme auparavant, dans le domaine de l'aide sociale militaire. En 1909, il est conseiller de l'association "Premio al Valore" (Prix du courage), puis il devient président du comité exécutif de la "Pro-Army", un comité de secours aux familles lombardes nécessiteuses de soldats en armes, de tués et de blessés de guerre, qui a pu aider 12 000 familles pendant la guerre en Libye et qui avait déjà alloué un million de lires à la veille de la Première Guerre mondiale.
Il est mort à Castelnuovo di Parravicino, aujourd'hui un hameau d'Erba, le 11 août 1918.

### Carrière militaires
- Sous-lieutenant (sottotenente) (royaume de Sardaigne) : 12 juillet 1859
- Lieutenant (tenente) (royaume de Sardaigne) : 3 juin 1860
- Capitaine (capitano) : 8 mai 1864
- Major (maggiore) : 7 décembre 1873
- Lieutenant Colonel (tenente colonnello) : 27 mars 1879
- Colonel (colonnello) : 10 mai 1883
- Général de division (maggiore generale) : 19 avril 1891
- Lieutenant-général (tenente generale) : 13 décembre 1896-24 août 1914, date du placement en position auxiliaire

### Postes et titres
- Attaché militaire à l'ambassade d'Italie à Vienne (1er novembre 1874-31 décembre 1877)
- Membre de la Commission internationale pour l'armistice turco-serbe (1876)
- Inspecteur de la cavalerie (29 août 1897-27 février 1902)
- Membre du conseil d'administration de l'association "Prix de la vaillance" (1909)
- Président du Comité exécutif "Pro-Armée" (après 1911-1912)

## Décorations

### Décorations italiennes
- Chevalier grand-croix décoré du grand cordon de l'ordre des Saints-Maurice-et-Lazare
- Chevalier grand-croix décoré du grand cordon de l'ordre de la Couronne d'Italie
- Médaille du Mérite mauricienne de 10 années de carrière militaire
- Croix militaire en or pour ancienneté de service (40 ans)
- Médaille commémorative des campagnes des guerres d'indépendance
- Médaille commémorative de l'unification de l'Italie

### Décorations étrangères
- Commandeur de l'ordre du Christ (Portugal)
- Chevalier de l'ordre impérial de Léopold (Empire autrichien)
- Chevalier de l'ordre de la Couronne (Empire allemand)
- Médaille française commémorant la deuxième guerre d'indépendance italienne

## Sources
- (it) Cet article est partiellement ou en totalité issu de l’article de Wikipédia en italien intitulé « Luigi Majnoni d'Intignano » (voir la liste des auteurs).